# Lista de capas da revista Playboy do Brasil
Esta é uma lista de capas da revista Playboy brasileira, listando a mulher da capa, fotógrafo do ensaio principal, entrevistado e vendagem quando disponível. Até o número 35, a revista se chamava Homem, por imposição da censura. A edição 36 (julho de 1978), com Debra Jo Fondren na capa, é a primeira a estampar o nome e o logotipo "Playboy" utilizado até a última publicação. A edição número 487, de dezembro de 2015, foi a última publicada pela Editora Abril. A edição reinaugural (abril de 2016), com Luana Piovani na capa, foi a primeira publicada pela editora PBB Entertainment. E foi encerrada em dezembro de 2017 com a capa das coelhinhas.

## Edições

### Editora Abril
| Edição | Capa | Data                               | Entrevista                                                                         | Fotógrafo                                                    | Vendagem                  |
| ------ | --- | ---------------------------------- | ---------------------------------------------------------------------------------- | ------------------------------------------------------------ | ------------------------- |
| 1      | Rosicleide | agosto de 1975                     |                                                                                    | Roger Bester[a]                                              | 135 mil exemplares        |
| 2      | Fernanda Bruni[a]                                                                                             | setembro de 1975                   | Philip Agee                                                                        |                                                              |                           |
| 3      | Bibi Vogel[a]                                                                                                 | outubro de 1975                    | Robert McNamara                                                                    |                                                              |                           |
| 4      | Charlotte Rampling[a]                                                                                         | novembro de 1975                   | Elmyr de Hory                                                                      |                                                              |                           |
| 5      | Susana Gonçalves[a] e Marisa Berenson[a]                                                                      | dezembro de 1975                   | Muhammad Ali                                                                       |                                                              |                           |
| 6      | Regina Duarte[a] e Maria Cláudia[a]                                                                           | janeiro de 1976                    |                                                                                    |                                                              |                           |
| 7      | Marina Montini[a]                                                                                             | fevereiro de 1976                  | Didi                                                                               |                                                              |                           |
| 8      | Ittala Nandi[a]                                                                                               | março de 1976                      | Dr. Thomas Nogushi                                                                 |                                                              |                           |
| 9      | Pia Nascimento[a]                                                                                             | abril de 1976                      | Henry Miller                                                                       | Luiz Tripolli                                                |                           |
| 10     | Djenane Machado[a]                                                                                            | maio de 1976                       | Osvaldo Brandão                                                                    | Antônio Guerreiro                                            |                           |
| 11     | Cynira Arruda[a]                                                                                              | junho de 1976                      | Jimmy Hoffa                                                                        | Luiz Tripolli                                                |                           |
| 12     | Esmeralda Barros[a] e Vera Bocayuva[a]                                                                        | julho de 1976                      |                                                                                    |                                                              |                           |
| 13     | Tamara Taxman[a]                                                                                              | agosto de 1976                     | Ulysses Guimarães                                                                  | Luiz Tripolli                                                |                           |
| 14     | Vera Manhães[a] e Jayne Mansfield[a]                                                                          | setembro de 1976                   | Idi Amin                                                                           |                                                              |                           |
| 15     | Neila Tavares[a]                                                                                              | outubro de 1976                    | Zito                                                                               |                                                              |                           |
| 16     | Marta Moyano[a]                                                                                               | novembro de 1976                   |                                                                                    |                                                              |                           |
| 17     | Elke Sommer[a], Ursula Andress[a] e Scarlet Moon[a]                                                           | dezembro de 1976                   |                                                                                    |                                                              |                           |
| 18     | Erica Blanc[a]                                                                                                | janeiro de 1977                    |                                                                                    |                                                              |                           |
| 19     | Esmeralda Barros[a]                                                                                           | fevereiro de 1977                  |                                                                                    |                                                              |                           |
| 20     | Rosemary[a] e "gatas do Planeta dos Homens[a]                                                                 | março de 1977                      |                                                                                    |                                                              |                           |
| 21     | Jill de Vries                                                                                                 | abril de 1977                      |                                                                                    |                                                              |                           |
| 22     | Leila Cravo[a]                                                                                                | maio de 1977                       |                                                                                    |                                                              |                           |
| 23     | Patty McGuire                                                                                                 | junho de 1977                      | Carlos Manga                                                                       |                                                              |                           |
| 24     | Jussara[a] | julho de 1977                      | Cláudio Coutinho                                                                   |                                                              |                           |
| 25     | Ann Pennington e Deborah Borkman                                                                              | agosto de 1977                     | Chico Anysio                                                                       |                                                              |                           |
| 26     | Nídia de Paula[a]                                                                                             | setembro de 1977                   |                                                                                    | Paulo Rocha                                                  |                           |
| 27     | Susan Kiger                                                                                                   | outubro de 1977                    |                                                                                    |                                                              |                           |
| 28     | Branca[a] | novembro de 1977                   |                                                                                    | Paulo Rocha                                                  |                           |
| 29     | Sondra Theodore                                                                                               | dezembro de 1977                   | Magalhães Pinto                                                                    |                                                              |                           |
| 30     | Malu[a] | janeiro de 1978                    | Erasmo Dias                                                                        | Paulo Rocha                                                  |                           |
| 31     | As Mascaradas[a] (Sandra Bréa, Sônia Braga, Maria Cláudia & Marina Montini)                                   | fevereiro de 1978                  | Saturnino Braga                                                                    | Antônio Guerreiro                                            |                           |
| 32     | Lívia Mund[a]                                                                                                 | março de 1978                      | Jean-Paul Sartre                                                                   | Paulo Rocha                                                  |                           |
| 33     | Marneide Vidal[a]                                                                                             | abril de 1978                      | Rivellino                                                                          | Paulo Rocha                                                  |                           |
| 34     | Garotas da Argentina                                                                                          | maio de 1978                       | João Saldanha                                                                      |                                                              |                           |
| 35     | Susan e Patty                                                                                                 | junho de 1978                      |                                                                                    |                                                              |                           |
| 36     | Debra Jo Fondren                                                                                              | julho de 1978                      | William Colby                                                                      | Francis Giacobetti                                           |                           |
| 37     | Betty Faria                                                                                                   | agosto de 1978                     |                                                                                    | Paulo Rocha                                                  |                           |
| 38     | Debra | setembro de 1978                   |                                                                                    |                                                              |                           |
| 39     | As Secretárias                                                                                                | outubro de 1978                    | Arnold Schwarzenegger                                                              |                                                              |                           |
| 40     | Cida Ventura                                                                                                  | novembro de 1978                   | Hélio Bicudo                                                                       |                                                              |                           |
| 41     | Farrah Fawcett                                                                                                | dezembro de 1978                   | John Travolta                                                                      |                                                              |                           |
| 42     | Darine Stern                                                                                                  | janeiro de 1979                    | Emerson Fittipaldi                                                                 |                                                              |                           |
| 43     | Marisa Andreas                                                                                                | fevereiro de 1979                  | Chico Buarque                                                                      |                                                              |                           |
| 44     | As Estudantes                                                                                                 | março de 1979                      | Miguel Arraes                                                                      |                                                              |                           |
| 45     | Ruthy Ross | abril de 1979                      | Marlon Brando                                                                      |                                                              |                           |
| 46     | Marilyn Lange                                                                                                 | maio de 1979                       | Henfil                                                                             |                                                              |                           |
| 47     | Laura Lyon | junho de 1979                      | Tony Ramos                                                                         |                                                              |                           |
| 48     | Monique | julho de 1979                      | Lula                                                                               |                                                              |                           |
| 49     | Kathleen | agosto de 1979                     | Caetano Veloso                                                                     |                                                              |                           |
| 50     | Cida Ventura                                                                                                  | setembro de 1979                   | Sócrates                                                                           |                                                              |                           |
| 51     | Lúcia | outubro de 1979                    | Dr. Flávio Gikovate                                                                |                                                              |                           |
| 52     | Cida Ventura                                                                                                  | novembro de 1979                   | Nelson Rodrigues                                                                   |                                                              |                           |
| 53     | Raquel Welch                                                                                                  | dezembro de 1979                   | Murilo Macedo                                                                      |                                                              |                           |
| 54     | Alcione Mazzeo                                                                                                | janeiro de 1980                    |                                                                                    | J.R. Duran                                                   |                           |
| 55     | Sônia Aparecida Moura                                                                                         | fevereiro de 1980                  | Dina Sfat                                                                          |                                                              |                           |
| 56     | Kathleen | março de 1980                      | Gilberto Freyre                                                                    | Arnaldo Klajn                                                |                           |
| 57     | Lucélia Santos                                                                                                | abril de 1980                      | Ziraldo                                                                            | Márcia Ramalho                                               |                           |
| 58     | Vera Lúcia Morgavi                                                                                            | maio de 1980                       | Líderes Feministas                                                                 |                                                              |                           |
| 59     | Oneida Teixeira                                                                                               | junho de 1980                      |                                                                                    | Arnaldo Klajn                                                |                           |
| 60     | Lídia Brondi                                                                                                  | julho de 1980                      | Gilberto Braga                                                                     | J.R. Duran                                                   | 530 mil exemplares        |
| 61     | Denise Dumont                                                                                                 | agosto de 1980                     | Pelé                                                                               | Arnaldo Klajn                                                |                           |
| 62     | Bo Derek | setembro de 1980                   | Clodovil Hernandes                                                                 |                                                              |                           |
| 63     | Laura de Nigris                                                                                               | outubro de 1980                    | Erasmo Carlos                                                                      |                                                              |                           |
| 64     | Simone Carvalho                                                                                               | novembro de 1980                   | Jorge Amado                                                                        | J.R. Duran                                                   |                           |
| 65     | Oneida Teixeira                                                                                               | dezembro de 1980                   | Dr. Eduardo Mascarenhas                                                            |                                                              |                           |
| 66     | Denise Dumont                                                                                                 | janeiro de 1981                    | Daniel Filho                                                                       | Arnaldo Klajn                                                |                           |
| 67     | Marneide Vidal                                                                                                | fevereiro de 1981                  | Rita Lee                                                                           | Arnaldo Klajn                                                |                           |
| 68     | Anny Dore | março de 1981                      | Ibrahim Sued                                                                       |                                                              |                           |
| 69     | Monique Lafond                                                                                                | abril de 1981                      | Paulo Cézar Caju                                                                   | Márcia Ramalho                                               |                           |
| 70     | Aline | maio de 1981                       | Ney Matogrosso                                                                     |                                                              |                           |
| 71     | Sandra Bréa                                                                                                   | junho de 1981                      | Vera Fischer                                                                       | Antônio Guerreiro                                            |                           |
| 72     | Zaira Zambelli                                                                                                | julho de 1981                      |                                                                                    | Márcio Ramalho                                               |                           |
| 73     | Nádia Lippi                                                                                                   | agosto de 1981                     | Dr. Ivo Pitanguy                                                                   | J.R. Duran                                                   |                           |
| 74     | Vera Lúcia Morgavi[a]                                                                                         | setembro de 1981                   | Eduardo Portella                                                                   | Paulo Rocha                                                  |                           |
| 75     | Marneide Vidal                                                                                                | outubro de 1981                    | Gérson                                                                             |                                                              |                           |
| 76     | Lucélia Santos                                                                                                | novembro de 1981                   | Oriana Fallaci                                                                     | Giselle Chama                                                |                           |
| 77     | Maria Cláudia                                                                                                 | dezembro de 1981                   | Zózimo Barrozo do Amaral                                                           | Paulo Rocha                                                  |                           |
| 78     | Márcia Porto                                                                                                  | janeiro de 1982                    | Zico                                                                               | Antônio Guerreiro                                            |                           |
| 79     | Sydne Rome | fevereiro de 1982                  | Betty Faria                                                                        | Emilio Lare                                                  |                           |
| 80     | Angelina Muniz                                                                                                | março de 1982                      | Patricia Hearst                                                                    | Paulo Rocha                                                  |                           |
| 81     | Marisa | abril de 1982                      | Jô Soares                                                                          | Image                                                        |                           |
| 82     | Cristina Valença                                                                                              | maio de 1982                       | Dr. César Nahoum                                                                   | Luís Garrido                                                 |                           |
| 83     | Tássia Camargo                                                                                                | junho de 1982                      | Joelmir Beting                                                                     | Arnaldo Klajn                                                |                           |
| 84     | Fabiana Gomes                                                                                                 | julho de 1982                      | Walter Salles                                                                      | J.R. Duran                                                   |                           |
| 85     | Vera Fischer                                                                                                  | agosto de 1982                     | Sônia Braga                                                                        | Márcia Ramalho                                               |                           |
| 86     | Tamara Taxman                                                                                                 | setembro de 1982                   | Akio Morita                                                                        | J.R. Duran                                                   |                           |
| 87     | Suzane Carvalho                                                                                               | outubro de 1982                    | Luciano Pavarotti                                                                  | J.R. Duran                                                   |                           |
| 88     | Claudia Rey                                                                                                   | novembro de 1982                   | Delfim Netto                                                                       | Isabel Garcia                                                |                           |
| 89     | Xuxa e Maruska Meneghel                                                                                       | dezembro de 1982                   | Paulo Marinho                                                                      | J.R. Duran                                                   | 298 mil exemplares        |
| 90     | Lúcia Veríssimo                                                                                               | janeiro de 1983                    | Gabriel García Márquez                                                             | J.R. Duran                                                   |                           |
| 91     | Nice Meirelles                                                                                                | fevereiro de 1983                  | Marta Suplicy                                                                      | J.R. Duran                                                   |                           |
| 92     | Christiane Torloni                                                                                            | março de 1983                      | Paulo Francis                                                                      | Luiz Tripolli                                                |                           |
| 93     | Sílvia Bandeira                                                                                               | abril de 1983                      | Irene Ravache                                                                      | Antonio Guerreiro                                            |                           |
| 94     | Luíza Brunet                                                                                                  | maio de 1983                       | Homero Sánchez                                                                     | J.R. Duran                                                   |                           |
| 95     | Aldine Müller e Zaira Bueno                                                                                   | junho de 1983                      | Ricardo Amaral                                                                     | Luiz Tripolli                                                |                           |
| 96     | Carla Camurati                                                                                                | julho de 1983                      | Oswald de Souza                                                                    | Isabel Garcia                                                |                           |
| 97     | Ísis de Oliveira                                                                                              | agosto de 1983                     | Xuxa                                                                               | Antônio Guerreiro                                            |                           |
| 98     | Karmita Medeiros & Fantasma                                                                                   | setembro de 1983                   | Chefes Sandinistas (Ernesto Cardenal, Tomás Borge, Sergio Ramirez e Daniel Ortega) | Luiz Tripolli                                                |                           |
| 99     | Bia Andreazzi                                                                                                 | outubro de 1983                    | Kleiton e Kledir                                                                   |                                                              |                           |
| 100    | Diviê Rey | novembro de 1983                   | Tarso de Castro                                                                    | Luis Crispino                                                |                           |
| 101    | Tânia Alves                                                                                                   | dezembro de 1983                   | Gilberto Gil                                                                       | Antônio Guerreiro                                            |                           |
| 102    | Reny de Oliveira                                                                                              | janeiro de 1984                    | Castor de Andrade                                                                  |                                                              |                           |
| 103    | Matilde Mastrangi                                                                                             | fevereiro de 1984                  | Julio Iglesias                                                                     | Luís Crispino                                                |                           |
| 104    | Cláudia Raia                                                                                                  | março de 1984                      | Christiane Torloni                                                                 | J.R. Duran                                                   |                           |
| 105    | Simone Carvalho                                                                                               | abril de 1984                      | Esperidião Amin                                                                    | Roberto Buzzini                                              |                           |
| 106    | Lídia Bizzocchi (especial: Roberta Close)                                                                     | maio de 1984                       | Octávio Ribeiro                                                                    | J.R. Duran                                                   | 450 mil exemplares        |
| 107    | Sônia Teixeira                                                                                                | junho de 1984                      | Paulo Roberto Falcão                                                               | Otto Weisser                                                 |                           |
| 108    | Cláudia Lúcia Cunha                                                                                           | julho de 1984                      | Gugu Liberato                                                                      | J.R. Duran                                                   |                           |
| 109    | Lucinha Lins                                                                                                  | agosto de 1984                     | Luíza Brunet                                                                       | J.R. Duran                                                   |                           |
| 110    | Sônia Braga                                                                                                   | setembro de 1984                   | Fernando Henrique Cardoso                                                          | Richard Fegley                                               |                           |
| 111    | Betty Faria                                                                                                   | outubro de 1984                    | Vera Mossa                                                                         | Antônio Guerreiro                                            |                           |
| 112    | Christiane Torloni                                                                                            | novembro de 1984                   | Paul McCartney                                                                     | Luiz Tripolli                                                |                           |
| 113    | Luíza Brunet                                                                                                  | dezembro de 1984                   | Antônio Carlos Magalhães                                                           | J.R. Duran                                                   |                           |
| 114    | Cláudia Ohana                                                                                                 | janeiro de 1985                    | Chiquinho Scarpa                                                                   | Richard Fegley                                               |                           |
| 115    | Angelina Muniz                                                                                                | fevereiro de 1985                  | Steve Jobs                                                                         | J.R. Duran                                                   |                           |
| 116    | Rosemary | março de 1985                      | Eudes de Orleans e Bragança                                                        | Luiz Tripolli                                                |                           |
| 117    | Vera Lúcia Guimarães (especial: Suzana Vieira)                                                                | abril de 1985                      | Fafá de Belém                                                                      |                                                              |                           |
| 118    | Magda Cotrofe                                                                                                 | maio de 1985                       | Almirante Maximiano da Fonseca                                                     | J.R. Duran                                                   | 300 mil exemplares        |
| 119    | Tássia Camargo                                                                                                | junho de 1985                      | Boy George                                                                         | J.R. Duran                                                   |                           |
| 120    | Monique Evans                                                                                                 | julho de 1985                      | João Havelange                                                                     | J.R. Duran                                                   |                           |
| 121    | Maria Zilda                                                                                                   | agosto de 1985                     | Fidel Castro                                                                       | Antônio Guerreiro                                            |                           |
| 122    | Cláudia Raia                                                                                                  | setembro de 1985                   | Regina Duarte                                                                      | J.R. Duran                                                   | 550 mil exemplares        |
| 123    | Sandra Bréa ou Luciane Quadros[b]                                                                             | outubro de 1985                    | José Wilker                                                                        | Antônio Guerreiro (Sandra) J.R. Duran (Luciane)              |                           |
| 124    | Márcia Dornelles                                                                                              | novembro de 1985                   | Bruna Lombardi                                                                     | J.R. Duran                                                   |                           |
| 125    | Cláudia Egito                                                                                                 | dezembro de 1985                   | Dias Gomes                                                                         | Bob Wolfenson                                                |                           |
| 126    | Cláudia Raia                                                                                                  | janeiro de 1986                    | Fernando Lyra                                                                      | J.R. Duran                                                   |                           |
| 127    | Yoná Magalhães                                                                                                | fevereiro de 1986                  | Martha Rocha                                                                       | J.R. Duran                                                   | 467 mil exemplares        |
| 128    | Rosane Fernandes                                                                                              | março de 1986                      | Yoná Magalhães                                                                     | Bob Wolfenson                                                |                           |
| 129    | Débora Soares                                                                                                 | abril de 1986                      | Reginaldo Faria                                                                    | J.R. Duran                                                   |                           |
| 130    | Luíza Brunet                                                                                                  | maio de 1986                       | Mario Vargas Llosa                                                                 | Pompeo Posar                                                 |                           |
| 131    | Monique Evans                                                                                                 | junho de 1986                      | Humberto Saade                                                                     | J.R. Duran                                                   |                           |
| 132    | Sônia Braga                                                                                                   | julho de 1986                      | Eduardo Suplicy                                                                    | Bob Wolfenson                                                |                           |
| 133    | Renée de Vielmond                                                                                             | agosto de 1986                     | Jô Soares                                                                          | Mariza Alvarez Lima                                          |                           |
| 134    | Suzanna Mattos                                                                                                | setembro de 1986                   | Assis Paim Cunha                                                                   | Luis Crispino                                                |                           |
| 135    | Lílian Ramos ou Teresinha Sodré[b]                                                                            | outubro de 1986                    | Akio Morita                                                                        | Luis Crispino (Lílian Ramos) José Antonio (Terezinha)        |                           |
| 136    | Mayara Magri                                                                                                  | novembro de 1986                   | Thomaz Green Morton                                                                | J.R. Duran                                                   |                           |
| 137    | Magda Cotrofe                                                                                                 | dezembro de 1986                   | Antonio Gebauer                                                                    | Bob Wolfenson                                                |                           |
| 138    | Andrea Hetmanek                                                                                               | janeiro de 1987                    | A Turma da Armação Ilimitada                                                       | Bob Wolfenson                                                |                           |
| 139    | Maitê Proença                                                                                                 | fevereiro de 1987                  | Hebe Camargo                                                                       | J.R. Duran                                                   | 691 mil exemplares        |
| 140    | Cláudia Alencar                                                                                               | março de 1987                      | Cientistas brasileiros sobre AIDS                                                  | Bob Wolfenson                                                | 386 mil exemplares        |
| 141    | Sônia Lima | abril de 1987                      | Cecil Thiré                                                                        | Luis Crispino                                                |                           |
| 142    | Helô Pinheiro                                                                                                 | maio de 1987                       | Roberto Campos                                                                     | J.R. Duran                                                   |                           |
| 143    | Tânia Corrêa                                                                                                  | junho de 1987                      | Mário Covas                                                                        | J.R. Duran                                                   |                           |
| 144    | Marcella Prado                                                                                                | julho de 1987                      | Fernando Sabino                                                                    | J.R. Duran                                                   |                           |
| 145    | Lídia Brondi                                                                                                  | agosto de 1987                     | Dilson Funaro                                                                      | J.R. Duran                                                   |                           |
| 146    | Luma de Oliveira                                                                                              | setembro de 1987                   | Marília Pêra                                                                       | Paulo Rocha                                                  |                           |
| 147    | Magda Cotrofe                                                                                                 | outubro de 1987                    | Fernando Collor de Mello                                                           | Luis Crispino                                                |                           |
| 148    | Josi Campos                                                                                                   | novembro de 1987                   | Chico Anysio                                                                       | Bob Wolfenson                                                |                           |
| 149    | Luciana Vendramini                                                                                            | dezembro de 1987                   | José Victor Oliva                                                                  | J.R. Duran                                                   |                           |
| 150    | Isadora Ribeiro                                                                                               | janeiro de 1988                    | Armando Nogueira                                                                   | Luis Crispino                                                |                           |
| 151    | Hortência Marcari                                                                                             | fevereiro de 1988                  | Claudio Humberto, porta-voz de Fernando Collor                                     | J.R. Duran                                                   | 400 mil exemplares        |
| 152    | Luma de Oliveira                                                                                              | março de 1988                      | Washington Olivetto                                                                |                                                              |                           |
| 153    | Lúcia Veríssimo                                                                                               | abril de 1988                      | Nelson Piquet                                                                      | Nando Buco                                                   |                           |
| 154    | Sueli Ribeiro                                                                                                 | maio de 1988                       | Otavio Frias Filho                                                                 | Otto Weisser                                                 |                           |
| 155    | Cátia Pedrosa                                                                                                 | junho de 1988                      | Renato Gaúcho                                                                      | Paulo Rocha                                                  |                           |
| 156    | Sueli Pereira dos Santos                                                                                      | julho de 1988                      | Andrea Calabi                                                                      | Bob Wolfenson                                                |                           |
| 157    | Isabela Garcia                                                                                                | agosto de 1988                     | Yasser Arafat                                                                      | J.R. Duran                                                   |                           |
| 158    | Andréa Veiga                                                                                                  | setembro de 1988                   | Tom Jobim                                                                          | Cláudio Elisabetsky                                          |                           |
| 159    | Jacqueline Meirelles                                                                                          | outubro de 1988                    | Newton Cardoso                                                                     | Paulo Vainer                                                 |                           |
| 160    | Mariette Detotto do Viva a Noite                                                                              | novembro de 1988                   | João Carlos Di Genio,fundador do Colégio Objetivo                                  | Cláudio Elizabetsky                                          |                           |
| 161    | Cida Costa | dezembro de 1988                   | Anna Tornaghi                                                                      | Bob Wolfenson                                                |                           |
| 162    | Nani Venâncio                                                                                                 | janeiro de 1989                    | Luis Fernando Veríssimo                                                            | Bob Wolfenson                                                |                           |
| 163    | Elba Ramalho                                                                                                  | fevereiro de 1989                  | Robert De Niro                                                                     | Livio Campos                                                 |                           |
| 164    | Sílvia Rossi                                                                                                  | março de 1989                      | Carlos Alberto de Nóbrega                                                          | Paulo Vainer                                                 |                           |
| 165    | Ana Lima | abril de 1989                      | Jarbas Passarinho                                                                  | Paulo Vainer                                                 |                           |
| 166    | Regina Meneghel                                                                                               | maio de 1989                       | Fábio Feldmann                                                                     | Luis Crispino                                                |                           |
| 167    | Vanusa Spindler                                                                                               | junho de 1989                      | Lima Duarte                                                                        | J.R. Duran                                                   |                           |
| 168    | Verônica Rodrigues                                                                                            | julho de 1989                      | Helio Smidt                                                                        | Paulo Vainer                                                 |                           |
| 169    | Françoise Forton                                                                                              | agosto de 1989                     | Fausto Silva                                                                       | Bob Wolfenson                                                |                           |
| 170    | Gisele Fraga                                                                                                  | setembro de 1989                   | Roberto Freire                                                                     | Sergio Nedal                                                 |                           |
| 171    | Márcia Rodrigues                                                                                              | outubro de 1989                    | Edson Vaz Musa                                                                     | Otto Weisser                                                 |                           |
| 172    | Rosenery Mello                                                                                                | novembro de 1989                   | Keith Richards                                                                     | Jose Antonio                                                 |                           |
| 173    | Tássia Camargo                                                                                                | dezembro de 1989                   | Candice Bergen                                                                     | J.R. Duran                                                   |                           |
| 174    | Erica Moro | janeiro de 1990                    | Sebastião Lazaroni                                                                 | Claudio Elizabetsky                                          |                           |
| 175    | Mara Maravilha                                                                                                | fevereiro de 1990                  | Abilio Diniz                                                                       | José Antônio                                                 |                           |
| 176    | Luma de Oliveira a mulher da década                                                                           | março de 1990                      | Fernando Collor de Mello                                                           | Bob Wolfenson                                                |                           |
| 177    | Christiane Bifurco                                                                                            | abril de 1990                      | Chitãozinho e Xororó                                                               | Paulo Vainer                                                 |                           |
| 178    | Lucimar Viana                                                                                                 | maio de 1990                       | Tom Cruise                                                                         | Pedro Martinelli                                             |                           |
| 179    | Sônia Campos                                                                                                  | junho de 1990                      | Ricardo Semler                                                                     | Bob Wolfenson                                                |                           |
| 180    | Sarajane ou Rosana Rodrigues[b]                                                                               | julho de 1990                      | Eugênio Staub, dono da Gradiente                                                   | Jose Antonio (Sarajane) Pedro Martinelli ( Rosana Rodrigues) |                           |
| 181    | Patrícia Melo                                                                                                 | agosto de 1990                     | Ayrton Senna                                                                       | Bob Wolfenson                                                |                           |
| 182    | Mônica Fraga                                                                                                  | setembro de 1990                   | Lúcia Veríssimo                                                                    | Bob Wolfenson                                                |                           |
| 183    | Andreia Fetter                                                                                                | outubro de 1990                    | João Santana                                                                       | Paulo Vainer                                                 |                           |
| 184    | Dóris Giesse                                                                                                  | novembro de 1990                   | André Ranschburg                                                                   | Klaus Mitteldorf                                             |                           |
| 185    | Tânia Corrêa                                                                                                  | dezembro de 1990                   | Oscar Niemeyer                                                                     | Bob Wolfenson                                                |                           |
| 186    | Luciene Adami                                                                                                 | janeiro de 1991                    | Boni                                                                               | Gui Paganini                                                 |                           |
| 187    | Karmita Medeiros                                                                                              | fevereiro de 1991                  | Shintaro Ishihara                                                                  | Bob Wolfenson                                                |                           |
| 188    | Bruna Lombardi                                                                                                | março de 1991                      | Lee Iacocca                                                                        | Marco Glaviano                                               |                           |
| 189    | Kátia Maranhão                                                                                                | abril de 1991                      | João Ubaldo Ribeiro                                                                | Gui Paganini                                                 |                           |
| 190    | Vera Zimmermann                                                                                               | maio de 1991                       | Marília Gabriela                                                                   | Klaus Mitteldorf                                             |                           |
| 191    | Isadora Ribeiro                                                                                               | junho de 1991                      | Cláudio Humberto                                                                   | Luis Crispino                                                |                           |
| 192    | Fátima Muniz Freire                                                                                           | julho de 1991                      | Tim Maia                                                                           | Paulo Vainer                                                 |                           |
| 193    | Cláudia Liz                                                                                                   | agosto de 1991                     | Cid Moreira                                                                        | Luis Crispino, Luís Trípoli, Paulo Rocha & Paulo Vainer      |                           |
| 194    | Andrea Guerra                                                                                                 | setembro de 1991                   | Jaime Lerner                                                                       | Bob Wolfenson                                                |                           |
| 195    | Patricia Torres                                                                                               | outubro de 1991                    | Luiz Antônio de Medeiros                                                           | Pedro Martinelli                                             |                           |
| 196    | Ísis de Oliveira                                                                                              | novembro de 1991                   | Cacá Rosset                                                                        | Luis Crispino                                                |                           |
| 197    | Sônia Lima | dezembro de 1991                   | Luiz Antônio Fleury Filho                                                          | Paulo Wainer                                                 |                           |
| 198    | Rosana Muniz                                                                                                  | janeiro de 1992                    | Hortência Marcari                                                                  | Luis Crispino                                                |                           |
| 199    | Cristiana Oliveira                                                                                            | fevereiro de 1992                  | Gilberto Mestrinho                                                                 | J.R. Duran                                                   |                           |
| 200    | Dulce Neves                                                                                                   | março de 1992                      | Regina Casé                                                                        | Klaus Mitteldorf                                             |                           |
| 201    | Mari Alexandre                                                                                                | abril de 1992                      | Álvaro Augusto                                                                     | Pedro Martinelli                                             |                           |
| 202    | Cristina Mortágua                                                                                             | maio de 1992                       | Joyce Pascowitch                                                                   | Pedro Martinelli                                             |                           |
| 203    | Wanya Guerreiro                                                                                               | junho de 1992                      | Frei Betto                                                                         | Pedro Martinelli                                             |                           |
| 204    | Shirley Miranda                                                                                               | julho de 1992                      | Aguinaldo Silva                                                                    | Pedro Martinelli                                             |                           |
| 205    | Carla Marins                                                                                                  | agosto de 1992                     | Luiza Erundina                                                                     | J.R. Duran                                                   |                           |
| 206    | Andreia Lista                                                                                                 | setembro de 1992                   | Leandro e Leonardo                                                                 | Paulo Vainer                                                 |                           |
| 207    | As Trigêmeas: Lilian, Marílise e Renata Porto                                                                 | outubro de 1992                    | Paulo Coelho                                                                       | Pedro Martinelli                                             |                           |
| 208    | Vanessa Campos                                                                                                | novembro de 1992                   | Nizan Guanaes                                                                      | Luis Crispino                                                |                           |
| 209    | Marinara Costa                                                                                                | dezembro de 1992                   | Sharon Stone                                                                       | Klaus Mitteldorf                                             |                           |
| 210    | Piera Ranieri                                                                                                 | janeiro de 1993                    | Ruy Castro                                                                         | Thomas Susemihl                                              |                           |
| 211    | Dora Bria | fevereiro de 1993                  | Henry Sobel                                                                        | Klaus Mitteldorf                                             |                           |
| 212    | Verónica Castiñera                                                                                            | março de 1993                      | Roberto DaMatta                                                                    | Thomas Susemihl                                              |                           |
| 213    | Kelly Cristina                                                                                                | abril de 1993                      | Amyr Klink                                                                         | Thomas Susemihl                                              |                           |
| 214    | Mônica Carvalho                                                                                               | maio de 1993                       | José Genoíno                                                                       | Thomas Susemihl                                              |                           |
| 215    | Núbia de Oliveira                                                                                             | junho de 1993                      | Jorge Guinle                                                                       | Thomas Susemihl                                              |                           |
| 216    | Márcia Romão                                                                                                  | julho de 1993                      | Antonio Fagundes                                                                   | Klaus Mitteldorf                                             |                           |
| 217    | Andréa Rammé                                                                                                  | agosto de 1993                     | Pelé                                                                               | Marcus Luconi                                                |                           |
| 218    | Rosimari e Rosângela Bosenbecker                                                                              | setembro de 1993                   | Lair Ribeiro                                                                       | Marcus Luconi                                                |                           |
| 219    | Fábia Taffarel                                                                                                | outubro de 1993                    | Arnaldo Antunes                                                                    | Klaus Mitteldorf                                             |                           |
| 220    | Monique Evans                                                                                                 | novembro de 1993                   | Fernanda Montenegro                                                                | Thomas Susemihl                                              |                           |
| 221    | Luíza Tomé | dezembro de 1993                   | J.R Duran                                                                          | Bob Wolfenson                                                |                           |
| 222    | Denise Ramos                                                                                                  | janeiro de 1994                    | Olacyr de Moraes                                                                   | Otto Weisser                                                 |                           |
| 223    | Regininha Poltergeist                                                                                         | fevereiro de 1994                  | Aloizio Mercadante                                                                 | Luis Crispino                                                |                           |
| 224    | Maria Padilha                                                                                                 | março de 1994                      | Cláudia Raia                                                                       | Marcia Ramalho                                               |                           |
| 225    | Fabiana Oliveira                                                                                              | abril de 1994                      | Nelson Motta                                                                       | Marcus Luconi                                                |                           |
| 226    | Ana Lara Resende                                                                                              | maio de 1994                       | Carlos Alberto Parreira                                                            | Luis Crispino                                                |                           |
| 227    | Liz Vargas | junho de 1994                      | Alexandre Garcia                                                                   | Gui Paganini                                                 |                           |
| 228    | Erika Albiero                                                                                                 | julho de 1994                      | Galvão Bueno                                                                       | Fábio Cabral                                                 |                           |
| 229    | Cissa Guimarães                                                                                               | agosto de 1994                     | Bill Gates                                                                         | Bob Wolfenson                                                |                           |
| 230    | Leila Gesing                                                                                                  | setembro de 1994                   | José Serra                                                                         | Fabio Cabral                                                 |                           |
| 231    | Tatiana Rammé                                                                                                 | outubro de 1994                    | Marisa Monte                                                                       | Marcus Luconi                                                |                           |
| 232    | Patrícia Lucchesi                                                                                             | novembro de 1994                   | Mário Garnero                                                                      | Thomas Susemihl                                              |                           |
| 233    | Simony | dezembro de 1994                   | Fernando Morais                                                                    | Fábio Cabral                                                 |                           |
| 234    | Ana Alice | janeiro de 1995                    | Van Damme                                                                          | Pedro Martinelli                                             |                           |
| 235    | Andréa de Oliveira                                                                                            | fevereiro de 1995                  | Daniela Mercury                                                                    | Paulo Rocha                                                  |                           |
| 236    | Alexia Dechamps                                                                                               | março de 1995                      | Romário                                                                            | Bob Wolfenson                                                |                           |
| 237    | Karen Matzebacher                                                                                             | abril de 1995                      | Gerald Thomas                                                                      | Fabio Cabral                                                 |                           |
| 238    | Luciana Pereira                                                                                               | maio de 1995                       | Pedro Bial                                                                         | J.R. Duran                                                   |                           |
| 239    | Dominique Scudera                                                                                             | junho de 1995                      | Camille Paglia                                                                     | Fabio Cabral                                                 |                           |
| 240    | Bel Nunes | julho de 1995                      | Fernando Gabeira                                                                   | Sérgio Saraiva                                               |                           |
| 241    | Adriane Galisteu                                                                                              | agosto de 1995                     | Emerson Fittipaldi                                                                 | J.R. Duran                                                   | 961 mil exemplares        |
| 242    | Nilza Monteiro                                                                                                | setembro de 1995                   | Cindy Crawford                                                                     | Dedé Fedrizzi                                                |                           |
| 243    | Kátia Reis | outubro de 1995                    | Ciro Gomes                                                                         | Thomas Susemihl e Klaus Mitteldorf                           |                           |
| 244    | Maira Rocha                                                                                                   | novembro de 1995                   | Tony Bellotto                                                                      | J.R. Duran                                                   |                           |
| 245    | Andreia Sorvetão                                                                                              | dezembro de 1995                   | Betty Lago                                                                         | Bob Wolfenson                                                |                           |
| 246    | Ana Elize Lopes                                                                                               | janeiro de 1996                    | George Foreman                                                                     | Marcus Luconi                                                |                           |
| 247    | Luiza Ambiel                                                                                                  | fevereiro de 1996                  | Paulinho da Viola                                                                  | Gui Paganini                                                 |                           |
| 248    | Andréa Greco                                                                                                  | março de 1996                      | Bruce Willis                                                                       | Marcus Luconi                                                |                           |
| 249    | Paloma Duarte                                                                                                 | abril de 1996                      | Wanderléa                                                                          | J.R. Duran                                                   |                           |
| 250    | Paula Burlamaqui                                                                                              | maio de 1996                       | Cesar Maia                                                                         | J.R. Duran                                                   | 371 mil exemplares        |
| 251    | Solange Gomes                                                                                                 | junho de 1996                      | Patricia Pillar                                                                    | Pedro Martinelli                                             |                           |
| 252    | Kelly Christie                                                                                                | julho de 1996                      | Oscar Schmidt                                                                      | Fabio Cabral                                                 |                           |
| 253    | Maitê Proença                                                                                                 | agosto de 1996                     | Xuxa                                                                               | Bob Wolfenson                                                | 500 mil exemplares        |
| 254    | Ida Álvares                                                                                                   | setembro de 1996                   | Salman Rushdie                                                                     | Fábio Cabral                                                 |                           |
| 255    | Carla Perez                                                                                                   | outubro de 1996                    | Carlos Manga                                                                       | J.R. Duran                                                   | 778 mil exemplares        |
| 256    | Isabel Fillardis                                                                                              | novembro de 1996                   | Maria Bethânia                                                                     | Marcus Luconi                                                | 371 mil exemplares        |
| 257    | Mônia Vogel                                                                                                   | dezembro de 1996                   | Débora Bloch                                                                       | Marcus Luconi                                                |                           |
| 258    | Paula Melissa                                                                                                 | janeiro de 1997                    | Comandante Rolim                                                                   | J.R. Duran                                                   | 450 mil exemplares        |
| 259    | Luciana Botelho                                                                                               | fevereiro de 1997                  | Adriane Galisteu                                                                   | J.R. Duran                                                   |                           |
| 260    | Leila Lopes                                                                                                   | março de 1997                      | Monica Buonfiglio                                                                  | J.R. Duran                                                   | 400 mil exemplares        |
| 261    | Cida Marques                                                                                                  | abril de 1997                      | Marcos Palmeira                                                                    | Pedro Martinelli                                             |                           |
| 262    | Gabriela Alves                                                                                                | maio de 1997                       | Zagallo                                                                            | J.R. Duran                                                   |                           |
| 263    | Ely Ortega | junho de 1997                      | Lucas Mendes                                                                       | Valério Trabanco                                             |                           |
| 264    | Malu Bailo | julho de 1997                      | Carlos Heitor Cony                                                                 | Bob Wolfenson                                                |                           |
| 265    | Marisa Orth                                                                                                   | agosto de 1997                     | Magic Paula                                                                        | Willy Biondani                                               | 836 mil exemplares        |
| 266    | Alessandra Scatena                                                                                            | setembro de 1997                   | Clint Eastwood                                                                     | Pedro Martinelli                                             |                           |
| 267    | Débora Rodrigues                                                                                              | outubro de 1997                    | Nelson Motta                                                                       | Thomas Susemihl                                              | 540 mil exemplares        |
| 268    | Mylla Christie                                                                                                | novembro de 1997                   | Carla Camurati                                                                     | Bob Wolfenson                                                |                           |
| 269    | Rose Anne Pimentel                                                                                            | dezembro de 1997                   | Sebastião Salgado                                                                  | J.R. Duran                                                   |                           |
| 270    | Nádia França e Viviane Brunieri (As "Ronaldinhas")                                                            | janeiro de 1998                    | Tasso Jereissati                                                                   | J.R. Duran                                                   |                           |
| 271    | Scheila Carvalho                                                                                              | fevereiro de 1998                  | Joãosinho Trinta                                                                   | J.R.Duran                                                    | 845 mil exemplares        |
| 272    | Tatiana Issa                                                                                                  | março de 1998                      | Nélson Gonçalves                                                                   | Bob Wolfenson                                                |                           |
| 273    | Carla Perez                                                                                                   | abril de 1998                      | Elba Ramalho                                                                       | Pedro Martinelli                                             | 646 mil exemplares        |
| 274    | Andrea Guerra                                                                                                 | maio de 1998                       | Tostão                                                                             | Bob Wolfenson                                                |                           |
| 275    | Rosiane Pinheiro                                                                                              | junho de 1998                      | Guel Arraes                                                                        | Thomas Susemihl                                              |                           |
| 276    | Alessandra Matos                                                                                              | julho de 1998                      | Marisa Orth                                                                        | Nana Moraes                                                  |                           |
| 277    | Danielle Winits                                                                                               | agosto de 1998                     | Angélica                                                                           | J.R.Duran                                                    | 600 mil exemplares        |
| 278    | Cindy Crawford                                                                                                | setembro de 1998                   | Serginho Groisman                                                                  | Herb Ritts                                                   |                           |
| 279    | Banana Split                                                                                                  | outubro de 1998                    | José Saramago                                                                      | J.R. Duran                                                   |                           |
| 280    | Sheila Mello                                                                                                  | novembro de 1998                   | Mike Tyson                                                                         | J.R.Duran                                                    | 726 mil exemplares        |
| 281    | Carina Girardi                                                                                                | dezembro de 1998                   | Djavan                                                                             | J.R. Duran                                                   |                           |
| 282    | Solange Frazão                                                                                                | janeiro de 1999                    | Carolina Ferraz                                                                    | J.R. Duran                                                   |                           |
| 283    | Daniela Freitas e Leila Farias                                                                                | fevereiro de 1999                  | Carlinhos Brown                                                                    | Thomas Susemihl                                              |                           |
| 284    | Tiazinha (Suzana Alves)                                                                                       | março de 1999                      | Maílson da Nóbrega                                                                 | J.R. Duran                                                   | 1,22 milhão de exemplares |
| 285    | Débora Stróligo                                                                                               | abril de 1999                      | Celso Furtado                                                                      | Paulo Rocha                                                  |                           |
| 286    | Cléo Brandão                                                                                                  | maio de 1999                       | Lars Grael                                                                         | J.R. Duran                                                   |                           |
| 287    | Vanessa Lombardi                                                                                              | junho de 1999                      | Baby do Brasil                                                                     | Paulo Rocha                                                  |                           |
| 288    | Taís Valieri e Fabiana Garcia, as Hzetes                                                                      | julho de 1999                      | Cacá Diegues                                                                       | Bob Wolfenson                                                | 524 mil exemplares        |
| 289    | Deborah Secco                                                                                                 | agosto de 1999                     | Isabel Allende                                                                     | J.R. Duran                                                   | 645 mil exemplares        |
| 290    | Sheila Mello e Scheila Carvalho                                                                               | setembro de 1999                   | Waldemar Niclevicz                                                                 | J.R. Duran                                                   | 838 mil exemplares        |
| 291    | Ângela Vieira                                                                                                 | outubro de 1999                    | Daniel                                                                             | Bob Wolfenson                                                | 440 mil exemplares        |
| 292    | Marina Lima                                                                                                   | novembro de 1999                   | Bob Wolfenson                                                                      | Murillo Meirelles                                            |                           |
| 293    | Feiticeira (Joana Prado)                                                                                      | dezembro de 1999                   | Ricardo Teixeira                                                                   | J.R. Duran                                                   | 1,25 milhão de exemplares |
| 294    | Vera Fischer                                                                                                  | janeiro de 2000                    | Eduardo Bueno                                                                      | Bob Wolfenson                                                | 700 mil exemplares        |
| 295    | Ana Paula Teixeira                                                                                            | fevereiro de 2000                  | Lobão                                                                              | Paulo Rocha                                                  | 346 mil exemplares        |
| 296    | Tiazinha (Suzana Alves)                                                                                       | março de 2000                      | Hugh Hefner                                                                        | J.R. Duran                                                   | 828 mil exemplares        |
| 297    | Alessandra Negrini                                                                                            | abril de 2000                      | John Casablancas                                                                   | Bob Wolfenson                                                | 538 mil exemplares        |
| 298    | Luciana Coutinho                                                                                              | maio de 2000                       | Narcisa Tamborindeguy                                                              | J.R. Duran                                                   | 391 mil exemplares        |
| 299    | Loiras do Axé Blond                                                                                           | junho de 2000                      | Luana Piovani                                                                      | J.R. Duran                                                   | 465 mil exemplares        |
| 300    | Vanessa Schutz                                                                                                | julho de 2000                      | Angelina Jolie                                                                     | Marcus Luconi                                                | 397 mil exemplares        |
| 301    | Feiticeira (Joana Prado)                                                                                      | agosto de 2000                     | Gisele Bündchen                                                                    | J.R. Duran                                                   | 805 mil exemplares        |
| 302    | Helen Ganzarolli                                                                                              | setembro de 2000                   | Ronaldo                                                                            | J.R. Duran                                                   | 481 mil exemplares        |
| 303    | Andréia Baptista                                                                                              | outubro de 2000                    | Marcelo D2                                                                         | J.R. Duran                                                   | 471 mil exemplares        |
| 304    | Scheila Carvalho                                                                                              | novembro de 2000                   | Eliana                                                                             | Bob Wolfenson                                                | 587 mil exemplares        |
| 305    | Carla Perez                                                                                                   | dezembro de 2000                   | Raí                                                                                | Valério Trabanco                                             | 527 mil exemplares        |
| 306    | Luize Altenhofen                                                                                              | janeiro de 2001                    | Dinho Ouro Preto                                                                   | Valério Trabanco                                             | 518 mil exemplares        |
| 307    | Vanessa Menga                                                                                                 | fevereiro de 2001                  | Hélio Gracie                                                                       | J.R. Duran                                                   | 345 mil exemplares        |
| 308    | Dany Bananinha                                                                                                | março de 2001                      | Jairo Bouer                                                                        | J.R. Duran                                                   | 375 mil exemplares        |
| 309    | Proibida do Funk (Ariane Latuf)                                                                               | abril de 2001                      | Stanlay Miranda                                                                    | Valério Trabanco                                             | 417 mil exemplares        |
| 310    | Luma de Oliveira                                                                                              | maio de 2001                       | Marcelinho Carioca                                                                 | J.R. Duran                                                   | 520 mil exemplares        |
| 311    | As Mallandrinhas                                                                                              | junho de 2001                      | Bechara Jalkh                                                                      | Valério Trabanco                                             | 439 mil exemplares        |
| 312    | Mônica Carvalho                                                                                               | julho de 2001                      | Ratinho                                                                            | Valério Trabanco                                             | 500 mil exemplares        |
| 313    | Michelly Machri, a Garota Sukita                                                                              | agosto de 2001                     | Pedro Juan Gutiérrez                                                               | Valério Trabanco                                             | 411 mil exemplares        |
| 314    | Lívia Andrade                                                                                                 | setembro de 2001                   | Tim Burton                                                                         | J.R. Duran                                                   | 355 mil exemplares        |
| 315    | Pamela Anderson                                                                                               | outubro de 2001                    | João Gordo                                                                         | David LaChapelle                                             | 283 mil exemplares        |
| 316    | Ellen Rocche                                                                                                  | novembro de 2001                   | Catherine M.                                                                       | Valério Trabanco                                             | 376 mil exemplares        |
| 317    | Luize Altenhofen e Scheila Carvalho[b]                                                                        | dezembro de 2001                   | Ciro Batelli                                                                       | Valério Trabanco (Luize) Bob Wolfenson/J.R. Duran (Scheila)  | 442 mil exemplares        |
| 318    | Sheila Mello                                                                                                  | janeiro de 2002                    | Soninha                                                                            | J.R. Duran                                                   | 415 mil exemplares        |
| 319    | Hérica Sanfelice                                                                                              | fevereiro de 2002                  | Supla                                                                              | Mauricio Nahas                                               | 312 mil exemplares        |
| 320    | Garotas da Brahma                                                                                             | março de 2002                      | Popó                                                                               | J.R. Duran                                                   | 315 mil exemplares        |
| 321    | Joana Prado                                                                                                   | abril de 2002                      | Alexandre Frota                                                                    | J.R. Duran                                                   | 375 mil exemplares        |
| 322    | Leka Begliomini (Big Brother Brasil 1)                                                                        | maio de 2002                       | Boninho                                                                            | J.R. Duran                                                   | 391 mil exemplares        |
| 323    | Garotas da Copa (11 modelos)                                                                                  | junho de 2002                      | Rubens Barrichello                                                                 | Mauricio Nahas                                               | 325 mil exemplares        |
| 324    | Franciely Freduzeski                                                                                          | julho de 2002                      | Rodrigo Resende                                                                    | Valério Trabanco                                             | 306 mil exemplares        |
| 325    | Deborah Secco                                                                                                 | agosto de 2002                     | Ivete Sangalo                                                                      | Luís Trípoli                                                 | 500 mil exemplares        |
| 326    | Manuela Saadeh (Big Brother Brasil 2)                                                                         | setembro de 2002                   | Larry Ellison                                                                      | J.R. Duran                                                   | 382 mil exemplares        |
| 327    | Janaína dos Santos                                                                                            | outubro de 2002                    | Fernanda Young                                                                     | Luís Trípoli                                                 | 218 mil exemplares        |
| 328    | Syang | novembro de 2002                   | Ronaldinho Gaúcho                                                                  | J.R. Duran                                                   | 301 mil exemplares        |
| 329    | Kelly Key | dezembro de 2002                   | Bernardinho                                                                        | J.R. Duran                                                   | 700 mil exemplares        |
| 330    | Thaís Ventura (Big Brother Brasil 2)                                                                          | janeiro de 2003                    | Luiz Fernando Guimarães                                                            | Mauricio Nahas                                               | 347 mil exemplares        |
| 331    | Sarah e Deisi Teles                                                                                           | fevereiro de 2003                  | Denzel Washington                                                                  | Drauzio Tuzzolo                                              | 234 mil exemplares        |
| 332    | Joseane Oliveira (Big Brother Brasil 3)                                                                       | março de 2003                      | Alexandre Accioly                                                                  | J.R. Duran                                                   | 310 mil exemplares        |
| 333    | Helô e Ticiane Pinheiro                                                                                       | abril de 2003                      | Paulo Ricardo                                                                      | J.R Duran                                                    | 302 mil exemplares        |
| 334    | Sabrina Sato (Big Brother Brasil 3)                                                                           | maio de 2003                       | Gabriel, o Pensador                                                                | Bob Wolfenson                                                | 605 mil exemplares        |
| 335    | Viviane Bordin                                                                                                | junho de 2003                      | Vampeta                                                                            | Bob Wolfenson                                                | 229 mil exemplares        |
| 336    | Maryeva Oliveira                                                                                              | julho de 2003                      | Giulia Gam                                                                         | Valério Trabanco                                             | 268 mil exemplares        |
| 337    | Regiane Alves                                                                                                 | agosto de 2003                     | Ed Motta                                                                           | Bob Wolfenson                                                | 379 mil exemplares        |
| 338    | Babi Xavier                                                                                                   | setembro de 2003                   | Ricardo Mansur                                                                     | Matt Jones                                                   | 303 mil exemplares        |
| 339    | Danielle Winits                                                                                               | outubro de 2003                    | Fernando Scherer                                                                   | J.R. Duran                                                   | 313 mil exemplares        |
| 340    | Antonella Avellaneda e Danielle Souza (as Felinas)                                                            | novembro de 2003                   | Simoninha                                                                          | Thomas Susemihl                                              | 203 mil exemplares        |
| 341    | Luciana Vendramini                                                                                            | dezembro de 2003                   | Quentin Tarantino                                                                  | Jerôme Sainte-Rose                                           | 245 mil exemplares        |
| 342    | Dora Vergueiro                                                                                                | janeiro de 2004                    | Alex                                                                               | J.R. Duran                                                   | 206 mil exemplares        |
| 343    | Antonela Avellaneda (Big Brother Brasil 4)                                                                    | fevereiro de 2004                  | Fernanda Lima                                                                      | Thomas Susemihl                                              | 253 mil exemplares        |
| 344    | Dany Bananinha                                                                                                | março de 2004                      | Jack Nicholson                                                                     | Fábio Heizenreder                                            | 231 mil exemplares        |
| 345    | Lívia Lemos                                                                                                   | abril de 2004                      | Marcelo Rubens Paiva                                                               | Fábio Heizenreder                                            | 208 mil exemplares        |
| 346    | Juliana Paes                                                                                                  | maio de 2004                       | Marcelo Falcão                                                                     | J.R. Duran                                                   | 685 mil exemplares        |
| 347    | Naara Carolyne e Lorraine Lima                                                                                | junho de 2004                      | Contardo Calligaris                                                                | Thomas Susemihl                                              | 185 mil exemplares        |
| 348    | Pietra Ferrari                                                                                                | julho de 2004                      | Michael Moore                                                                      | Luis Crispino                                                | 218 mil exemplares        |
| 349    | Mel Lisboa | agosto de 2004                     | Jorge Kajuru                                                                       | J.R. Duran                                                   | 362 mil exemplares        |
| 350    | Sandrinha (Sandra Andrade)                                                                                    | setembro de 2004                   | André Gonçalves                                                                    | Gui Paganini                                                 | 265 mil exemplares        |
| 351    | Daniela Cecconello                                                                                            | outubro de 2004                    | Malcolm Montgomery                                                                 | Marcus Luconi                                                | 212 mil exemplares        |
| 352    | Luíza Tomé | novembro de 2004                   | José Wilker                                                                        | J.R. Duran                                                   | 284 mil exemplares        |
| 353    | Sabrina Sato                                                                                                  | dezembro de 2004                   | Emílio Surita                                                                      | J.R. Duran                                                   | 360 mil exemplares        |
| 354    | Luma de Oliveira                                                                                              | janeiro de 2005                    | Roberto Justus                                                                     | Bob Wolfenson                                                | 249 mil exemplares        |
| 355    | Bárbara Borges                                                                                                | fevereiro de 2005                  | Maitê Proença                                                                      | Luis Crispino                                                | 340 mil exemplares        |
| 356    | Ana de Biase                                                                                                  | março de 2005                      | Nicole Kidman                                                                      | Fábio Heizenreder                                            | 233 mil exemplares        |
| 357    | Natália Nara (Big Brother Brasil 5)                                                                           | abril de 2005                      | Mestre DeRose                                                                      | Luis Crispino                                                | 269 mil exemplares        |
| 358    | Flávia Monteiro                                                                                               | maio de 2005                       | Kiefer Sutherland                                                                  | Luis Crispino                                                | 191 mil exemplares        |
| 359    | Anna Flávia Camargo                                                                                           | junho de 2005                      | Vanderlei Luxemburgo                                                               | Sacha Hochstetter                                            | 194 mil exemplares        |
| 360    | Diana Bouth                                                                                                   | julho de 2005                      | Jayme Monjardim                                                                    | Klaus Mitteldorf                                             | 165 mil exemplares        |
| 361    | Keyla Polizello                                                                                               | julho de 2005 (Edição Especial)    | Ewan McGregor                                                                      | Marlos Bakker                                                |                           |
| 362    | Grazielli Massafera (Big Brother Brasil 5)                                                                    | agosto de 2005                     | Deborah Secco                                                                      | Nana Moraes                                                  | 563 mil exemplares        |
| 363    | Viviane Victorette                                                                                            | setembro de 2005                   | Robinho                                                                            | Marlos Bakker                                                | 271 mil exemplares        |
| 364    | Camilla Amaral                                                                                                | outubro de 2005                    | Ricardo Noblat                                                                     | Sacha Hochstetter                                            | 168 mil exemplares        |
| 365    | Mariana Kupfer                                                                                                | novembro de 2005                   | Zezé di Camargo e Luciano                                                          | Luis Crispino                                                | 181 mil exemplares        |
| 366    | Fernanda Paes Leme                                                                                            | dezembro de 2005                   | Daniella Cicarelli                                                                 | Luis Crispino                                                | 313 mil exemplares        |
| 367    | Roberta Foster                                                                                                | janeiro de 2006                    | Nasi                                                                               | Klaus Mitteldorf                                             | 167 mil exemplares        |
| 368    | Tânia Oliveira                                                                                                | fevereiro de 2006                  | Tutinha                                                                            | Marlos Bakker                                                | 176 mil exemplares        |
| 369    | Rita Guedes                                                                                                   | março de 2006                      | Milton Neves                                                                       | Luis Crispino                                                | 233 mil exemplares        |
| 370    | Roberta Brasil (Big Brother Brasil 6)                                                                         | abril de 2006                      | Keanu Reeves                                                                       | Mauricio Nahas                                               | 187 mil exemplares        |
| 371    | Estela Pereira (Musa da Copa 2006)                                                                            | maio de 2006                       | MV Bill                                                                            | Luis Crispino                                                | 149 mil exemplares        |
| 372    | Angelita Feijó                                                                                                | junho de 2006                      | Zico                                                                               | Valério Trabanco                                             | 167 mil exemplares        |
| 373    | Mariana Felício (Big Brother Brasil 6)                                                                        | julho de 2006                      | Paulo César Pereio                                                                 | J.R. Duran                                                   | 294 mil exemplares        |
| 374    | Flávia Alessandra                                                                                             | agosto de 2006                     | Fernando Henrique Cardoso                                                          | J.R. Duran                                                   | 450 mil exemplares        |
| 375    | Os Aviões da Varig                                                                                            | setembro de 2006                   | Angeli                                                                             | Fábio Heizenreder                                            | 199 mil exemplares        |
| 376    | Luize Altenhofen                                                                                              | outubro de 2006                    | Daniel Filho                                                                       | Luis Crispino                                                | 176 mil exemplares        |
| 377    | Danielle Sobreira                                                                                             | novembro de 2006                   | José Celso Martinez Corrêa                                                         | Morgade                                                      | 140 mil exemplares        |
| 378    | Ana Paula Leme e Carol Sica (As Sereias)                                                                      | novembro de 2006 (Edição Especial) | Zeca Pagodinho                                                                     | Reinaldo Gama                                                |                           |
| 379    | Karina Bacchi                                                                                                 | dezembro de 2006                   | "James Bond" (Sean Connery, Roger Moore, Pierce Brosnan e Daniel Craig)            | Luis Crispino                                                | 278 mil exemplares        |
| 380    | Andrea Lopes                                                                                                  | janeiro de 2007                    | Jece Valadão                                                                       | Morgade                                                      | 126 mil exemplares        |
| 381    | Gracyanne Barbosa                                                                                             | fevereiro de 2007                  | Fernando Gabeira                                                                   | J.R. Duran                                                   | 161 mil exemplares        |
| 382    | Eloah Uzêda                                                                                                   | março de 2007                      | Millôr Fernandes                                                                   | J.R. Duran                                                   | 149 mil exemplares        |
| 383    | Fani Pacheco (Big Brother Brasil 7)                                                                           | abril de 2007                      | Cacá Bueno                                                                         | J.R. Duran                                                   | 303 mil exemplares        |
| 384    | Carol Honório (Big Brother Brasil 7)                                                                          | maio de 2007                       | Emerson Leão                                                                       | J.R. Duran                                                   | 257 mil exemplares        |
| 385    | Mirella Santos                                                                                                | junho de 2007                      | Gilberto Gil                                                                       | Mauricio Nahas                                               | 158 mil exemplares        |
| 386    | Ana Paula Oliveira                                                                                            | julho de 2007                      | Bruce Willis                                                                       | J.R. Duran                                                   | 330 mil exemplares        |
| 387    | Íris Stefanelli (Big Brother Brasil 7)                                                                        | agosto de 2007                     | José Dirceu                                                                        | Mauricio Nahas                                               | 349 mil exemplares        |
| 388    | Bárbara Paz                                                                                                   | setembro de 2007                   | Matt Groening                                                                      | Márcio Scavone                                               | 167 mil exemplares        |
| 389    | Mônica Veloso                                                                                                 | outubro de 2007                    | Diogo Mainardi                                                                     | J.R. Duran                                                   | 254 mil exemplares        |
| 390    | Garotas do Casseta: Caroline Laure, Jackie Nascimento e Nayara Aécio                                          | novembro de 2007                   | Paulinho da Viola                                                                  | Luis Crispino                                                | 154 mil exemplares        |
| 391    | Juliana Knust                                                                                                 | dezembro de 2007                   | Marcos Palmeira                                                                    | Luis Crispino                                                | 243 mil exemplares        |
| 392    | Letícia Carlos                                                                                                | janeiro de 2008                    | Martinho da Vila                                                                   | J.R. Duran                                                   | 147 mil exemplares        |
| 393    | Mônica Carvalho                                                                                               | fevereiro de 2008                  | Marcos Paulo                                                                       | Márcio Scavone                                               | 161 mil exemplares        |
| 394    | Jaque Khury (Big Brother Brasil 8)                                                                            | março de 2008                      | José Padilha                                                                       | Luis Crispino                                                | 189 mil exemplares        |
| 395    | Cibele Dorsa                                                                                                  | abril de 2008                      | Luciano Huck                                                                       | J.R. Duran                                                   | 145 mil exemplares        |
| 396    | Juliana Góes                                                                                                  | maio de 2008                       | Zuenir Ventura                                                                     | Valério Trabanco                                             | 234 mil exemplares        |
| 397    | Andressa Soares (Mulher Melancia)                                                                             | junho de 2008                      | Mangabeira Unger                                                                   | J.R. Duran                                                   | 365 mil exemplares        |
| 398    | Natália Casassola (Big Brother Brasil 8)                                                                      | julho de 2008                      | Giba                                                                               | J.R. Duran                                                   | 242 mil exemplares        |
| 399    | Carol Castro                                                                                                  | agosto de 2008                     | Paulo Coelho                                                                       | Bob Wolfenson                                                | 238 mil exemplares        |
| 400    | Gyselle Soares (Big Brother Brasil 8)                                                                         | setembro de 2008                   | Fernando Meirelles                                                                 | J.R. Duran                                                   | 218 mil exemplares        |
| 401    | Ana Paula Tabalipa                                                                                            | outubro de 2008                    | Juca de Oliveira                                                                   | Mauricio Nahas                                               | 159 mil exemplares        |
| 402    | Cláudia Ohana                                                                                                 | novembro de 2008                   | Daniel Craig                                                                       | André Passos                                                 | 182 mil exemplares        |
| 403    | Coelhinhas: Ana Lúcia Fernandes, Márcia Spézia e Thaíz Schmitt                                                | dezembro de 2008                   | Larry Rohter                                                                       | J.R. Duran                                                   | 166 mil exemplares        |
| 404    | Viviane Bordin                                                                                                | janeiro de 2009                    | Marcelo Tas                                                                        | Sérgio Kovacevick                                            | 148 mil exemplares        |
| 405    | Jéssica Maia                                                                                                  | fevereiro de 2009                  | Carlos Minc                                                                        | Marlos Bakker                                                | 129 mil exemplares        |
| 406    | Michelle Costa (Big Brother Brasil 9)                                                                         | março de 2009                      | Paulo Skaf                                                                         | J.R. Duran                                                   | 167 mil exemplares        |
| 407    | Scheila Carvalho                                                                                              | abril de 2009                      | Tarso Genro                                                                        | J.R. Duran                                                   | 168 mil exemplares        |
| 408    | Josiane Oliveira (Big Brother Brasil 9)                                                                       | maio de 2009                       | Tony Ramos                                                                         | Luis Crispino                                                | 192 mil exemplares        |
| 409    | Francine Piaia (Big Brother Brasil 9)                                                                         | junho de 2009                      | Tom Cavalcante                                                                     | Mauricio Nahas                                               | 200 mil exemplares        |
| 410    | Andressa Soares                                                                                               | julho de 2009                      | Murilo Benício                                                                     | Márcio Scavone                                               | 156 mil exemplares        |
| 411    | Priscila Pires (Big Brother Brasil 9)                                                                         | agosto de 2009                     | Christiane Torloni                                                                 | Valério Trabanco                                             | 356 mil exemplares        |
| 412    | Bárbara Borges                                                                                                | setembro de 2009                   | Ney Matogrosso                                                                     | André Passos                                                 | 158 mil exemplares        |
| 413    | Juliana Alves                                                                                                 | outubro de 2009                    | Felipe Camargo                                                                     | Luis Crispino                                                | 193 mil exemplares        |
| 414    | Fernanda Young                                                                                                | novembro de 2009                   | Antonio Fagundes                                                                   | Bob Wolfenson                                                | 147 mil exemplares        |
| 415    | Flávia Alessandra                                                                                             | dezembro de 2009                   | Bárbara Paz                                                                        | J.R. Duran                                                   | 251 mil exemplares        |
| 416    | Juju Salimeni                                                                                                 | janeiro de 2010                    | Fábio Barreto                                                                      | Autumn Sonnichsen                                            | 211 mil exemplares        |
| 417    | Renata Santos                                                                                                 | fevereiro de 2010                  | Pedro Bial                                                                         | J.R. Duran                                                   | 140 mil exemplares        |
| 418    | Tessália Serighelli (Big Brother Brasil 10)                                                                   | março de 2010                      | Roberto Carlos                                                                     | J.R. Duran                                                   | 163 mil exemplares        |
| 419    | Cacau Colucci (Big Brother Brasil 10)                                                                         | abril de 2010                      | Ciro Gomes                                                                         | Autumn Sonnichsen                                            | 276 mil exemplares        |
| 420    | Anamara Barreira (Big Brother Brasil 10)                                                                      | maio de 2010                       | Marco Nanini                                                                       | André Passos                                                 | 211 mil exemplares        |
| 421    | Lia Khey (Big Brother Brasil 10)                                                                              | junho de 2010                      | Luís Fabiano                                                                       | Luis Crispino                                                | 184 mil exemplares        |
| 422    | Mônica Apor                                                                                                   | julho de 2010                      | José Luiz Datena                                                                   | Angelo Pastorello                                            | 161 mil exemplares        |
| 423    | Cleo Pires | agosto de 2010                     | Danilo Gentili                                                                     | Bob Wolfenson & Jacques Dequeker                             | 464 mil exemplares        |
| 424    | Larissa Riquelme                                                                                              | setembro de 2010                   | Laurentino Gomes                                                                   | Maurício Nahas                                               | 286 mil exemplares        |
| 425    | Nicole Bahls                                                                                                  | outubro de 2010                    | Arnaldo Jabor                                                                      | J.R. Duran                                                   | 202 mil exemplares        |
| 426    | Fani Pacheco e Natália Casassola                                                                              | novembro de 2010                   | Ricardo Amaral                                                                     | Mauricio Nahas                                               | 204 mil exemplares        |
| 427    | Letícia Birkheuer                                                                                             | dezembro de 2010                   | Andrés Sanchez                                                                     | Greg Lotus                                                   | 163 mil exemplares        |
| 428    | Andressa Ribeiro                                                                                              | janeiro de 2011                    | Cláudio Manoel                                                                     | Marlos Bakker                                                | 182 mil exemplares        |
| 429    | Danielle Giehl                                                                                                | fevereiro de 2011                  | Neguinho da Beija-Flor                                                             | Sérgio Kovacevick                                            | 154 mil exemplares        |
| 430    | Michelly CrisFePe (Big Brother Brasil 11)                                                                     | março de 2011                      | Antônio Carlos Magalhães Neto                                                      | Luis Crispino                                                | 157 mil exemplares        |
| 431    | Babi Rossi | abril de 2011                      | Patrícia Amorim                                                                    | Maurício Nahas                                               | 171 mil exemplares        |
| 432    | Jaqueline Faria (Big Brother Brasil 11)                                                                       | maio de 2011                       | Marcelo de Faria                                                                   | Bob Wolfenson                                                | 169 mil exemplares        |
| 433    | Maria Melillo (Big Brother Brasil 11)                                                                         | junho de 2011                      | Jair Bolsonaro                                                                     | J.R. Duran                                                   | 184 mil exemplares        |
| 434    | Tchecas do Brazil (Michaela Matejkova e Alicia Seffras)                                                       | julho de 2011                      | Fábio Júnior                                                                       | Jairo Goldfus                                                | 159 mil exemplares        |
| 435    | Adriane Galisteu                                                                                              | agosto de 2011                     | Sandy                                                                              | J.R. Duran                                                   | 224 mil exemplares        |
| 436    | Adriana Sant'Anna (Big Brother Brasil 11)                                                                     | setembro de 2011                   | Nando Reis                                                                         | J.R Duran                                                    | 165 mil exemplares        |
| 437    | Desirée Oliveira                                                                                              | outubro de 2011                    | Aguinaldo Silva                                                                    | Marlos Bakker                                                | 138 mil exemplares        |
| 438    | Cacau Colucci                                                                                                 | novembro de 2011                   | Romário                                                                            | Mauricio Nahas                                               | 153 mil exemplares        |
| 439    | Bárbara Evans                                                                                                 | dezembro de 2011                   | Luis Fernando Verissimo                                                            | Bob Wolfenson                                                | 177 mil exemplares        |
| 440    | Vanessa Zotth Lindsay Lohan[b]                                                                                | janeiro de 2012                    | Marcelo Adnet                                                                      | André Passos Yu Tsai                                         | 145 mil exemplares        |
| 441    | Jéssica Amaral                                                                                                | fevereiro de 2012                  | Renata Fan                                                                         | Bico Stupakoff                                               | 144 mil exemplares        |
| 442    | Valentina Francavilla                                                                                         | março de 2012                      | Otávio Mesquita                                                                    | Luis Crispino                                                | 134 mil exemplares        |
| 443    | Aryane Steinkopf                                                                                              | abril de 2012                      | Vágner Love                                                                        | Marlos Bakker                                                | 154 mil exemplares        |
| 444    | Renata Dávilla (Big Brother Brasil 12)                                                                        | maio de 2012                       | Rubens Barrichello                                                                 | Maurício Nahas                                               | 146 mil exemplares        |
| 445    | Aline Riscado                                                                                                 | junho de 2012                      | Alex Atala                                                                         | Luis Crispino                                                | 140 mil exemplares        |
| 446    | Mari Paraíba                                                                                                  | julho de 2012                      | José Wilker                                                                        | Jaime Pilnik e Renan Rego                                    | 133 mil exemplares        |
| 447    | Natallia Rodrigues                                                                                            | agosto de 2012                     | Washington Olivetto                                                                | Bob Wolfenson                                                | 127 mil exemplares        |
| 448    | Denise Rocha                                                                                                  | setembro de 2012                   | Anderson Silva                                                                     | J.R. Duran                                                   | 128 mil exemplares        |
| 449    | Leona Cavalli                                                                                                 | outubro de 2012                    | Marcos Caruso                                                                      | Maurício Nahas                                               | 117 mil exemplares        |
| 450    | Karen Kounrouzan                                                                                              | novembro de 2012                   | Ivete Sangalo                                                                      | Marlos Bakker                                                | 128 mil exemplares        |
| 451    | Débora e Denise Tubino                                                                                        | dezembro de 2012                   | Tite                                                                               | Drausio Tuzzolo                                              | 123 mil exemplares        |
| 452    | Catarina Migliorini                                                                                           | janeiro de 2013                    | Quentin Tarantino                                                                  | Luis Crispino                                                | 126 mil exemplares        |
| 453    | Bianca Borba                                                                                                  | fevereiro de 2013                  | Cacá Diegues                                                                       | Daniel Aratangy                                              | 110 mil exemplares        |
| 454    | Carol Narizinho                                                                                               | março de 2013                      | Jorge Mautner                                                                      | Renan Rêgo                                                   | 132 mil exemplares        |
| 455    | Thaís Bianca                                                                                                  | abril de 2013                      | Drauzio Varella                                                                    | Maurício Nahas                                               | 125 mil exemplares        |
| 456    | Garotas da Casa Bonita: Alice Ramos, Bianca Leão,Thais Schmitt, Monique Maciel (mais 10 garotas em um poster) | maio de 2013                       | Walcyr Carrasco                                                                    | J.R Duran                                                    | 119 mil exemplares        |
| 457    | Tamara Ecclestone                                                                                             | junho de 2013                      | Bebeto                                                                             | Tony Kelly                                                   | 100 mil exemplares        |
| 458    | Antônia Fontenelle                                                                                            | julho de 2013                      | Ricardo Darín                                                                      | J.R. Duran                                                   | 128 mil exemplares        |
| 459    | Nanda Costa                                                                                                   | agosto de 2013                     | Ronaldinho Gaúcho                                                                  | Bob Wolfenson                                                | 173 mil exemplares        |
| 460    | Aline Franzoi                                                                                                 | setembro de 2013                   | Fábio Coelho                                                                       | Christian Gaul                                               | 103 mil exemplares        |
| 461    | Pietra Príncipe                                                                                               | outubro de 2013                    | Guilherme Arantes                                                                  | Autumn Sonnichsen                                            | 107 mil exemplares        |
| 462    | Meyrielle Abrantes                                                                                            | novembro de 2013                   | Fernando Morais                                                                    | J.R. Duran                                                   | 108 mil exemplares        |
| 463    | Thaíz Schmitt                                                                                                 | dezembro de 2013                   | Samuel L. Jackson                                                                  | Marlos Bakker                                                | 108 mil exemplares        |
| 464    | Veridiana Freitas, Fernanda Lacerda e Aricia Silva Kate Moss[b]                                               | janeiro de 2014                    | Rodrigo Faro                                                                       | Sérgio Kovacevick Mert Alas, Marcus Piggott                  | 105 mil exemplares        |
| 465    | Aline Prado                                                                                                   | fevereiro de 2014                  | Bruno Mazzeo                                                                       | Autumn Sonnichsen                                            | 101 mil exemplares        |
| 466    | Mari Silvestre                                                                                                | março de 2014                      | Gregório Duvivier                                                                  | André Passos                                                 | 104 mil exemplares        |
| 467    | Gaby Fontenelle Ana Paula Maciel [b]                                                                          | abril de 2014                      | Marco Feliciano                                                                    | Ricardo Corrêa André Sanseverino                             | 103 mil exemplares        |
| 468    | Amanda Gontijo (Big Brother Brasil 14)                                                                        | maio de 2014                       | Edmundo                                                                            | Marlos Bakker                                                | 99 mil exemplares         |
| 469    | Patrícia Jordane                                                                                              | junho de 2014                      | Ronaldo                                                                            | Autumn Sonnichsen                                            | 98 mil exemplares         |
| 470    | Vanessa Mesquita (Big Brother Brasil 14)                                                                      | julho de 2014                      | Jean Wyllys                                                                        | Fred Othero                                                  | 97 mil exemplares         |
| 471    | Jessika Alves                                                                                                 | agosto de 2014                     | Sebastião Salgado                                                                  | Autumn Sonnichsen                                            | 99 mil exemplares         |
| 472    | Natália Inoue                                                                                                 | setembro de 2014                   | Romero Britto                                                                      | Fred Othero                                                  | 92 mil exemplares         |
| 473    | Fernanda Lacerda                                                                                              | outubro de 2014                    | Roger Rocha Moreira                                                                | Christian Gaul                                               | 97 mil exemplares         |
| 474    | Marcela Pignatari                                                                                             | novembro de 2014                   | Alexandre Herchcovitch                                                             | Angelo Pastorello                                            | 83 mil exemplares         |
| 475    | Lola Melnick                                                                                                  | dezembro de 2014                   | Marcelo Rezende                                                                    | Gerard Giaume                                                | 91 mil exemplares         |
| 476    | Taiana Camargo                                                                                                | janeiro de 2015                    | Renato Aragão                                                                      | Autumn Sonnichsen                                            | 81 mil exemplares         |
| 477    | Nuelle Alves                                                                                                  | fevereiro de 2015                  | Rafinha Bastos                                                                     | Fred Othero                                                  | 75 mil exemplares         |
| 478    | Tatiane Cravinho                                                                                              | março de 2015                      | Marcelo Freixo                                                                     | Gerard Giaume                                                | 73 mil exemplares         |
| 479    | Veridiana Freitas                                                                                             | abril de 2015                      | Reinaldo Azevedo                                                                   | Fred Othero                                                  | 72 mil exemplares         |
| 480    | Ivi Pizzott                                                                                                   | maio de 2015                       | Max Cavalera                                                                       | Marlos Bakker                                                | 71 mil exemplares         |
| 481    | Janaína Santucci                                                                                              | junho de 2015                      | Amaury Jr.                                                                         | Daniel Aratangy                                              | 67 mil exemplares         |
| 482    | Tati Zaqui | julho de 2015                      | Fábio Porchat                                                                      | Klaus Mitteldorf                                             | 75 mil exemplares         |
| 483    | Caren Souza[c]: Especial 40 Anos da Playboy                                                                   | agosto de 2015                     | Maitê Proença                                                                      | J.R Duran                                                    | 68 mil exemplares         |
| 484    | Rita Mattos                                                                                                   | setembro de 2015                   | Frei Betto                                                                         | Fred Othero                                                  |                           |
| 485    | Iara Ramos | outubro de 2015                    | Ronnie Von                                                                         | Pablo Saborido                                               |                           |
| 486    | Cíntia Vallentim                                                                                              | novembro de 2015                   | Luana Piovani                                                                      | Marco de Bari                                                |                           |
| 487    | Lu Ferreira, última edição.                                                                                   | dezembro de 2015                   | Guilherme Fontes                                                                   | Ricardo Correa                                               | 80 mil exemplares         |

### PBB Entertainment
| Edição           | Capa                             | Data                     | Entrevista            | Fotógrafo                       | Vendagem           |
| ---------------- | -------------------------------- | ------------------------ | --------------------- | ------------------------------- | ------------------ |
| 488              | Luana Piovani                    | abril de 2016            | Neymar                | Christian Gaul                  | 100 mil exemplares |
| 489              | Viviane Orth                     | maio de 2016             | Érick Jacquin         | André Passos                    | 70 mil exemplares  |
| 490              | Marina Dias                      | junho/julho de 2016      | Marcelo D2            | Cássia Tabatini                 | 50 mil exemplares  |
| 491              | Pathy Dejesus                    | agosto/setembro de 2016  | Ana Maria Braga       | Jacques Dequeker                | 50 mil exemplares  |
| 492              | Nyvi Estephan                    | outubro/novembro de 2016 | João Carlos Martins   | Daniel Aratangy                 | 50 mil exemplares  |
| 493              | Gabriela Rippi[b] Fluvia Lacerda | verão 2017               | José Mariano Beltrame | Franco Amendola                 |                    |
| 494              | Letícia Datena                   | outono 2017              | Oscar Schmidt         | Hick Duarte                     |                    |
| 495              | Renata Longaray                  | inverno 2017             | Ricardo Boechat       | Gustavo Arrais                  |                    |
| 496              | Juju Salimeni Ariana Martins[b]  | primavera 2017           | Walter Casagrande     | André Schiliró Kadiggia Pudelko |                    |
| 497              | Coelhinhas                       | verão 2018               | Regina Navarro Lins   | Ricky Arruda                    | 15 mil exemplares  |
| Edições Digitais |                                  |                          |                       |                                 |                    |
| 498              | Shirley Correa                   | abril/maio de 2018       |                       |                                 |                    |
| 499              | Clariane Caxito                  | maio/junho de 2018       |                       |                                 |                    |
| 500              | Yevgeniya Pechlaner              | junho/julho de 2018      |                       |                                 |                    |
| 501              | Lunna Ribeiro                    | julho/agosto de 2018     |                       |                                 |                    |

- a. ^ Apenas chamada e ensaio interno. Não aparece na capa.
- b. ^ Foram publicadas duas capas para a mesma edição.
- c. ^ Apenas capa. Sem ensaio interno.